# Ganoderma dejongii
Ganoderma dejongii är en svampart som beskrevs av Steyaert 1972. Ganoderma dejongii ingår i släktet Ganoderma och familjen Ganodermataceae.   Inga underarter finns listade i Catalogue of Life.